# Ли Янь (шорт-трекистка)
Ли Янь (кит. упр. 李 琰 , пиньинь Li Yan, род. 18 сентября 1966, г. Муданьцзян провинции Хэйлунцзян) — китайская шорт-трекистка. Принимала участие в Олимпийских играх 1988 года, серебряный призёр Олимпийских игр в Альбервиле на дистанции 500 метров, Двукратная чемпионка мира Денвера на 500 и 1000 метров.

## Биография
Отец Ли Янь был военным, когда ей исполнилось 2 года они переехали на ферму Баоцюаньлинь в провинции Хэйлунцзян, где начала кататься на коньках в 4-классе начальной школы. Она поступила в детско-юношескую спортивную школу Муданьцзяна для формальной подготовки в возрасте 12 лет. В 1981 году Ли начала заниматься конькобежным спортом в спортивной школе города Цзямусы. По словам её тренера Хэ Пэйчэна Ли тренировалась очень усердно и выдерживала нагрузку при низких температурах. В 1982 году она заняла 2 место на национальных юношеских соревнованиях.
В 1984 во время соревнований она после поворота упала и ударилась о перегородку на треке. Ли Янь порвала все мышцы и сломала колено левой ноги. Но чудесным образом она восстановилась и вернулась на лёд через год. В 1987 году она была включена в состав национальной сборной Китая по шорт-треку. В том же году она участвовала в чемпионате мира и заняла пятнадцатое место в многоборье.  В начале февраля 1988 года на чемпионате мира в Сент-Луисе в составе эстафеты стала третьей, а следом на Олимпийских играх в Калгари были показательные соревнования по шорт-треку и там Ли Янь выиграла дистанцию 1000 метров и была третьей на 500 и 15000 метров, но медали не вручались. 
Ли Янь в 1990 году участвовала во вторых зимних Азиатских играх в Саппоро и заняла третье место на дистанции 1500 метров, а также со своими товарищами по команде выиграла в эстафете. На следующий год в марте на командном чемпионате мира в Сеуле выиграла серебряную медаль. 
С 1992 года шорт-трек был официально включён в Олимпийские игры в Альбервиле и она выиграла серебряную медаль на 500 метров, проиграла только 0,04 сек американке Кэти Тернер. В том же году на чемпионате мира в Денвере Ли выиграла две золотые медали на дистанциях 500 и 1000 метров и стала второй в многоборье, тогда же на командном чемпионате мира в Минамимаки выиграла бронзовую медаль в команде. Через год на чемпионате мира в Пекине завоевала две серебряные медали на дистанции 1000 м и в эстафете. В 1994 году она покинула национальную сборную Китая по шорт-треку.

## Тренерская карьера
Летом 1998 года Даляньский муниципальный спортивный комитет предложил Янь поработать тренером в юниорской команде по роликовым конькам и та согласилась. Летом того же года она привела команду Даляня впервые к призовым местам. В 1999 году ей позвонили и спросили о работе тренера по шорт-треку в Словакии. Многие отказались, а Ли согласилась. С 1999 по 2002 год она тренировала Словацких спортсменов и вывела их на Олимпийские игры 2002 в Солт-Лейк-Сити, а после была принята президентом Словакии.
После 2002 года она стала тренером в Австрийском клубе в Вене. Вскоре после этого Ли Янь присоединилась к сборной США в январе 2003 года в качестве тренера по развитию шорт-трека в центре Олимпийской подготовки США в  Маркетте. А в июне стала тренером национальной сборной США. За время пребывания тренером в США её ученики выиграли 30 медалей чемпионатов мира. В том числе её ученик Аполо Антон Оно. 
В 2006 году она стала тренером сборной Китая, заключив контракт на 4 года. Под её руководством появились такие звёздочки как Ван Мэн — трёхкратной чемпионки мира а абсолютном зачёте и двукратной Олимпийской чемпионкой на дистанциях 500 и 1000 метров в Ванкувере. А Чжоу Ян на тех же играх взяла золото на 1500 метров. Сборная Китая выиграла золото Олимпиады, после того как дисквалифицировали Южную Корею. 
Четыре золотые медали, выигранные на одной Олимпиаде сделали Ли самым титулованным тренером Китая. Позже Янь продлила контракт со сборной Китая ещё на 4 года.
В 2014 году Ли Янь, будучи главным тренером сборной Китая, привела команду к участию в зимних Олимпийских играх в Сочи. Китайская команда вышла в финал во всех 8 соревнованиях среди мужчин и женщин и показала отличные результаты-2 золотые, 3 серебряные и 1 бронзовую медаль. 2 июня 2017 года Ли Янь была единогласно избрана председателем Ассоциации конькобежцев Китая, а 6 января 2019 года Ли Янь стал членом Олимпийского комитета Китая.
4 февраля на Церемонии открытия зимних Олимпийских игр 2022 года в Пекине Ли Янь участвовала в церемонии передачи Олимпийского огня на стадионе.

## Личная жизнь
На Зимних Олимпийских играх 1992 года в Альбервиле Ли Янь познакомилась с Тан Гооляном, участником национальной сборной по лыжному спорту. С того времени они были влюблены друг в друга, а в 1995 году поженились в Даляне. В 1994 году она поступила в городе Далянь в Университет финансов и экономики Дунбэй, где училась на международные финансы. Ей это помолго выучить хорошо английский язык и изучит финансовое дело. После окончания Университета в 1998 году она полтора года работала в налоговой инспекции. 